# Leistes defilippii
El turpial de pecho rojo chico (Leistes defilippii), también denominado loica pampeana, pecho colorado mediano, soldadito y tordo pechirrojo, es una especie de ave paseriforme de la familia Icteridae que vive en Sudamérica.

## Distribución y hábitat
Se encuentra en los herbazales y zonas de matorral de Argentina, Brasil y Uruguay.
Está amenazado por la pérdida de hábitat causada por la expansión de la agricultura.